# Köllő Miklós (mimus)
Köllő Miklós (Budapest, 1946. augusztus 26. –) magyar pantomimművész, rendező, koreográfus. Felmenői között találjuk a 19. század hasonló nevű, jeles magyar szobrászművészét, Köllő Miklóst (Szent István király, III. Károly – Országház kupolacsarnok; IV. Béla – Hősök tere – Budapest; Szentháromság szobor – Szeged).

## Élete
Biokémikusnak készült, de a színházművészet mellett kötelezte el magát, az érettségit követően Prágában magánúton Ladislav Fialka Nemzetközi Koreográfusképzőjét végezte el. 21 évesen 1967-ben megalapította a Domino Pantomim Együttest, amely kísérleti színházként egy új műfaj megteremtését tűzte ki célul. A dramatikus pantomim művészet irányzat a verbális nyelvet kiküszöbölve ún. „álomdramaturgia” rendszerében hozta létre a színházi Katarzist. Az általa létrehozott egyedi formanyelv által rövid úton népszerűbbé vált külföldön, mint itthon.
Színházával nemzetközi karrierje 1969-ben kezdődött a Holland Nemzetközi Színházi Fesztiválon. Az International Theater Institute brit szekciójának meghívására Köllő 1976-ban és 1979-ben Londonban tanított. A 70-es években együttesével szinte minden jelentős színházi fesztiválon fellépett, számtalan film és televíziós koreográfiát készített. Az általa jegyzett színházi rendszer nem kapott anyagi támogatást a politikai kurzustól, speciális magánszínházi formában működött.
1977-ben színházi iskolát alapított, melyben komplex oktatási rendszerrel (klasszikus-, jazz balett, mimtechnika, akrobatika, színészmesterségtan, drámaelmélet stb.) a professzionális képzés alapjait fektette le, elsőként Magyarországon.
Köllő mindjobban eltávolodott a hagyományos értelemben vett pantomim művészettől és mind fajsúlyosabb témákat dolgozott át a maga színházi jelrendszerére. Thomas Mann, Asturias, Dosztojevszkij és Gogol adaptációii mellett Hieronymus Bosch- és Brueghel-művek feldolgozásai kerültek a repertoárjába. A képzőművészeti látványmód, a tárgyi világ színházművészetben való szokatlan alkalmazása új lehetőségeket nyitott. 1983-ban létrehozta saját színházát, a 90 fős Centi Színpadot.
Köllő érdeklődése a panoptikum művészet felé fordult, a mozdulatlan, pillanatba sűrített dráma művészete felé. 1984-ben átvette az akkor már évtizedek óta használaton kívüli Budavári pincerendszer másfél kilométeres szakaszát. Tervei alapján magánerős kivitelezéssel jött létre a Budavári Labirintus, melyben helyet kapott Közép-Európa első panoptikuma, a Magyar Történelmi Panoptikum. A Panoptikum hiteles művelődéstörténeti dokumentumokra épült és speciális vizuális, akusztikai és dramaturgiai rendszerben fejtett ki különleges hatást.
1986-ban Görögországba kapott meghívást, a görög-angol koprodukcióban létrejövő első kortárs színház művészeti vezetésére. 1988-ban tért vissza Magyarországra, majd 1989-ben a Dominó színháznál megrendezte utolsó darabját Közép-kelet-európai Macbeth címmel, ezt követően pedig lemondott minden tisztségéről és visszavonult a színházművészettől. 1989-ben nemzetközi tapasztalataira alapozva megalakította a Vital Kulturális Turisztikai Szolgáltató Kft.-t. 1990-ben a MOVI-val (Magyar Mozi és Videofilmgyár) együttműködve létrehozta Magyarországon a budapesti Laterna Magica-t. A színház- és filmművészet szoros ötvözéséből ismét egy új irányzatot hozott létre, egy újkori „gesamtkunstwerk” stílusban.
1993-ban felkérést kapott a Közép Európai Barokk Éve rendezvénysorozat tervezésére, rendezésére, amelyen 224 program került megrendezésre szerte az országban. 1993-ban felkérést kapott a Közép-Európa Táncszínház művészeti vezetésére. Ennek keretében rendezett új bemutatókat, melyek itthon és külföldön egyaránt nagy feltűnést keltettek (Sátán bálja, Liszt Ferenc úr boldogságos pokoljárása).
2003-ban az amatőr mozgalom felé fordult és létrehozta szenior korú tagokkal a Tarka Színpadot, melynek elsődleges célja a színházművészet terapikus alkalmazása hátrányos helyzetű korosztály számára. 2009-ben megalakította a Vál-Völgyi Művészeti Alkotóházat melyben a színházművészet mellett az alkotóművészet szinte valamennyi ága oktatásra került.

## Domino Pantomim Együttes
Rendezések, koreográfiák (1967-1989)
1968. Prokofjev est – Péter és a farkas – rendezés/koreográfia

1968. Vurstli anno… - táncszínház – rendezés/koreográfia

1969. Párizsi Notre Dame, táncszínház – rendezés/koreográfia

1969. Pogány mim, táncszínház – rendezés/koreográfia

1969. Ránky-Karinthy-Köllő: Cirkusz – rendezés/koreográfia

1969. Camus: A művész élete, táncszínház – rendezés/koreográfia

1970. Genet: Feketék, táncszínház – rendezés/koreográfia

1972. Petőfi: Apostol, táncszínház – rendezés/koreográfia

1973. A Nagy Béke, táncszínház – író/rendezés/koreográfia

1973. Juhász-Gonda-Köllő: Szarvassá változott fiú, jazz pantomim – Visegrádi játékok

1974. Thomas Mann-Gonda-Köllő: Elcserélt fejek – Sziget Színház

1974. Balázs Béla-Gonda-Köllő: Álmok köntöse – Visegrádi játékok

1976. Exupéry: A kis herceg, táncszínház – rendezés/koreográfia

1977. Gogol panoptikum, táncszínház

1978. Hemingway: Öreg halász és a tenger, táncszínház – rendező/koreográfus

1980. Asturias: „Óh…az a félvér nőszemély”…, táncszínház - rendezés/koreográfia

1981. Úri utczai mulatságok – Keserű show, avagy E.A Poe úr vacsorája

1982. Ghelderode: Bolondok éjszakája, táncszínház – rendezés/koreográfia

1983. Nemzetközi Pantomim Találkozó – Frakkos kutya avagy Szt. Pétervári liturgia, táncszínház – rendező/koreográfus

1983. Salome - táncszínház – író, rendező, koreográfus

1983. Uri Utczai Mulatságok – E.A.Poe Úr vacsorája – rendezés/koreográfia

1983. december 1. Centi Színpad megalapítása – bemutató: 1 Centi kabaré – rendező/koreográfus

1984. II. Budapesti Nemzetközi Pantomim Fesztivál – rendező

1986. III. Budapesti Nemzetközi Pantomim Fesztivál – rendező

1987. Mandragóra, táncszínház – író, rendező, koreográfus – Centi Színpad

1987. Sárga mágia, táncszínház – író, rendező, koreográfus – Centi Színpad

1987. 1 centi kabaré – író, rendező, koreográfus – Centi Színpad

1989. Közép-kelet-európai Macbeth, táncszínház – Pesti Vigadó – író, rendező, koreográfus

## Közép-Európa Táncszínház
Művészeti vezető (1994-1996)
1994. Bulgakov: Sátán bálja, táncszínház – rendező (Petőfi Csarnok)

1995. Liszt Ferenc úr boldogságos pokoljárása, táncszínház – rendező (Várszínház)

1995. Viperafészek I.M.P.P. Pasolini, mozgásszínház – rendező (Shure Stúdió)

1996. Budapest Anno, Csárdáskirálynő, táncszínház – rendező (Duna Palota)

1996. Magyar Rapszódiák, táncszínház – rendező (Budai Nyári Teátrum)

1996. Paraszt dekameron, mozgásszínház – rendező/koreográfus (Józsefvárosi Színház)

1998. Raszputyin az ördög, táncszínház – rendező (Thália Színház)

## Tarka Színpad
Megalapítása (2003) – művészeti vezető, rendező/koreográfus
2003-2011 között rendezett darabok:
Hans Sachs: Ha meghal a férj

Hans Sachs: Tüzes vas

Hans Sachs: Gazduram kotlik

Heltai Jenő: A nagy Nő

Heltai Jenő: Amerikai párbaj

Karinthy Frigyes: Teknősbéka, avagy ki az őrült a csárdában

Heltai Jenő: Karácsonyi vers

Orsetti: Nem minden rókából lesz bunda

Orfeum - Tréfeum

2011. Europai Szenior Színházak Nemzetközi Fesztiválja, Tarka Színpad – rendező/koreográfus

2012. Kései találkozás

2012. Jean Genet: Cselédek

## Külföldi vendégszereplések, turnék
1971 Ausztria – Innsbruck-Bécs H.Bosch: Gyönyörök kertje – író/rendező/koreográfus

1972. CBC TV „No reentry” (rövidfilm) Kanada - koreográfia

1972. III. Nemzetközi Színházi Fesztivál – Spanyolország

1977. Szófiai Nemzetközi Színházi Fesztivál

1980. Kölni Nemzetközi Mozgásszínházi Fesztivál

1983. Festival de Caffe Theater, Cannes/Franciaország

1983. Isztambuli Nemzetközi Színházi Fesztivál/Törökország

1983. Patrasi Nemzetközi Színházi Fesztivál/Görögország

1985. Isztambuli Színházi Fesztivál

## Televíziós koreográfiák
1969. Rajnai András: Ének a Galaktikáról – koreográfia

1969. Omega (együttes) show közreműködő/koreográfus

1977. Sándor Pál: LGT show – közreműködő/koreográfus

1982. Molnár György: Ugye nem felejtesz el / koreográfus

1978. Molnár György r. Lift rapszódia – koreográfus

1980: Mese a Zöld Disznóról – tévéfilm – koreográfia

1980. Molnár György: Tüsszentés – koreográfia

1980. Rajnai András: Aelita

1980. Rajnai András: Szetna, a varázsló – koreográfus

1980. Rajnai András: A Fejenincs Írástudó – avagy a titokzatos haláleset - koreográfus

1980. Molnár György: Lóden show – koreográfia

1981. Rajnai András: Bábel tornya (koreográfia)

1981. Rajnai András: A világkagyló mítosza (koreográfia)

1983. Molnár György: Ugye nem felejtesz el (tévéfilm) – koreográfia

1991. Rajnai András: Próbababák bálja – koreográfia

## Film koreográfiák
1977. Boszorkányszombat – játékfilm – koreográfus

1981.Jancsó Miklós (filmrendező): A zsarnok szíve (film) – koreográfia

1987. Keresztapa – film musical – koreográfia – Szófia/Bulgária

1991. Molnár György: Vörös vurstli (film) – koreográfia

## Színházi koreográfiák
1973. Vígszínház – Molière: Nők iskolája – koreográfia

1973. Bartók Színház – Mesterházy: Férfikar – koreográfia

1974. Bartók Színház: Barnassin-Gonda-Köllő: Pro Urbe musical – koreográfia

1976. Szolnoki Szigligeti Színház: Till Ulenspiegel - koreográfia

1976. Vígszínház – Csurka István: Versenynap – koreográfia

1978. Radnóti Színház – Voltaire: Candide – koreográfus/díszlettervező

1982. Radnóti Színpad – Nicolas Guillen: Este kell a szerelem – koreográfia

1982. Máté Péter – S.Nagy István: Krízis, rockopera – rendező/koreográfus

## Külföldi színházi rendezések
1975. Finnország – Helsinki – Nők iskolája

1975. Finn Nemzeti Színház - Molière: Nők iskolája – koreográfia

1987. Bulgária, Szófia – Szerelmes Bulevárdok (musical) – koreográfia

1986-1987 Athéni Dyonissia Színház – művészeti vezető

## Nevéhez kötődő rendezvények
Afrika rekviem – Miskolc, Sportcsarnok

Sárospataki Országos Diákfesztivál – Sárospatak

Szárnyas Sárkány Hete – Nyírbátor

Eszterházy Vigasságok – Fertőd

Váci Világi Vigalom – Vác

Magyarpolányi Kálváriajárás – Magyarpolány

## Panoptikumok
Magyarország:

Budavári Labirintus – Magyar Történelmi Panoptikum

Balassagyarmat – Palóc Múzeum

Pápa – Kastély

Budapest, Sándor Palota – Budavári Történelmi Panoptikum

Árpád-házi Királyok Panoptikuma – Sárospatak

Diósgyőr, Vár – Lovagkor
Külföld:
Kassa, Orbán torony – Kassa története

Ausztria, Grosslockner – Grosslockner építő munkásai

Ausztria, Carnuntum – Gladiátor küzdelmek a romai korból

Németország, Regensburg, Kastély – Regensburgi csata jelenetek

## Díjak, kitüntetések
- Magyar Televízió – Nívódíj
- Franciaország – Cannes-i Kávéházi Színházak Nemzetközi Fesztiválja – Nagydíj
- Újbuda Önkormányzata – Díszpolgári kitüntetés